# Frank Balistrieri
Frank Peter Balistrieri (* 27. Mai 1918; † 7. Februar 1993), auch bekannt als „Mr. Big“, „Frankie Bal“, „Mr. Slick“ und „Mad Bomber“, 
war ein Mobster der La Cosa Nostra und über drei Jahrzehnte offizieller Boss der nach ihm benannten Balistrieri-Familie (Milwaukee Crime Family).

## Leben

### Frühe Jahre
Balistrieri studierte an der Hochschule sechs Monate Rechtswissenschaft. 
Als junger Mann begann er für die Mafia-Familie in Milwaukee (Wisconsin) zu arbeiten, die zu damaliger Zeit unter Kontrolle des Chicago Outfit stand.
Schon bald stand er im Ruf, hochmütig, grausam und unbarmherzig zu sein; seinen Spitznamen „Mad Bomber“ (en: Irrer Bomber) erhielt er, da er bei Attentaten Unkonventionelle Spreng- und Brandvorrichtung an den Autos seiner Feinde eingesetzt haben soll. 
Er heiratete Antonina „Nina“ Alioto, die Tochter des Bosses Giovanni „John“ Alioto. Balistrieri hatte zwei Söhne, Joseph und John Balistrieri, von denen einer Anwalt wurde und einer auch in das „Familiengeschäft“ einstieg.
Zudem hatte er später zwei Töchter, Benedetta und Cathrine („Cootie“), nachdem er sich mit Tami MacLeod verheiratet hatte.
Am 27. Dezember 1961 wurde Frank Peter Balistrieri neues Oberhaupt der dann nach ihm benannten Verbrecherfamilie von Milwaukee und folgte seinem verstorbenen Schwiegervater John Alioto nach.
Er bezeichnete sich schließlich selbst als „der mächtigste Mann in Milwaukee“ und leitete seine Geschäfte von seinem Stammtisch im „Snug's restaurant“ des „Shorecrest Hotel“ in Milwaukee, von wo aus er seine Männer per Telefon befehligte. 
Im März 1967 wurde Balistrieri der Steuerhinterziehung für schuldig befunden, für zwei Jahre in einem Bundesgefängnis in Sandstone (Minnesota) inhaftiert und im Juni 1971 wieder entlassen.

### Abschöpfung der Kasinos
Am 20. März 1974 traf sich Balistrieri mit den zwei Kansas City-Bossen der Civella-Familie – Nicholas Civella und Carl DeLuna – in Las Vegas. Bei diesem Meeting arrangierten die Gangster ein Treffen zwischen Balistrieri und Allen Glick, dem dortigen Kasino-Strohmann des Chicago Outfits. Balistrieri beabsichtigte ursprünglich Anteile von vier Kasinos zu übernehmen, die bisher von Glick gehalten worden waren. Einige Zeit später akzeptierte Glick einen Deal und verkaufte die Hälfte seiner Anteile für 25.000 US-Dollar an Franks Söhne John und Joseph P. Balistrieri.
Im Jahr 1977 begann das FBI eine verdeckte Ermittlung in Milwaukee, die gezielt auf Balistrieri ausgerichtet war. So wurde Joseph Pistone (alias „Donnie Brasco“) – der eigentlich als Verdeckter Ermittler gegen die Bonanno-Familie in New York ermittelte – nach Milwaukee entsendet, um Verkaufsautomaten aufzustellen. Das Ziel war es, Balistrieri entweder dazu zu bringen, gegen diese Aktivitäten in seinem Einflussbereich vorzugehen oder sich an dem neuen Geschäft zu beteiligen.
Als Pistone und ein weiterer Undercover-Agent sich mit Balistrieri trafen, um eine Partnerschaft zu vereinbaren, soll er sich lachend dazu bekannt haben, dass er jederzeit bereit dazu wäre, sie zu töten. Im Jahr 1978 bezeichnete das FBI Balistrieri in einer Pressemitteilung als den führenden Verbrecher („crime leader“) von Milwaukee.
Später geriet Balistrieri mit Nicholas Civella beim Abschöpfen der Spielbanken (am: „casino skimming“) oft aneinander und die Führung des Chicago Outfit – Boss Joseph Aiuppa und Unterboss Jackie Cerone – wurde um Klärung gebeten. Als Resultat wurde ein Arrangement ausgehandelt, das eine 25%ige Abgabe auf die Einnahmen aller skimming-Operationen in Richtung Chicago vorsah. Balistrieri machte insbesondere Frank „Lefty“ Rosenthal, den inoffiziellen Manager des Outfits im Stardust (Hotel und Kasino), für seinen schweren Stand in Las Vegas (Nevada) verantwortlich und im Jahr 1982 entkam Rosenthal nur knapp den Tod, als er durch ein Autobomben-Attentat fast getötet worden wäre. Bis heute gilt Balistrieri als verantwortlich für diese Tat, die juristisch nie aufgeklärt wurde.

### Verurteilung und Tod
Im September 1983 wurden Frank Balistrieri und seine beiden Söhne zunächst unter dem Vorwurf der Steuerhinterziehung angeklagt, da sie 2 Millionen US-Dollar, welche sie aus dem Fremont Hotel & Casino und dem Stardust (illegal) abgeschöpft hatten, nicht als Einkommen angegeben hatten. 
Dies war der erste Fall, in dem es Bundesbehörden gelang, Mobster aus vier verschiedenen Staaten mit gemeinsamen illegalen Geschäften in Verbindung zu bringen. 
Am 9. Oktober 1983 wurde Balistrieri für fünf Fälle des illegalen Glücksspiels und Steuerhinterziehung für schuldig befunden. 
Noch während Balistrieri auf das Urteil wartete, erklärte er, dass er unschuldig sei: „Das erste Mal, dass ich das Wort "Mafia" hörte, war, als ich es in der Zeitung gelesen habe“. 
Am 30. Mai 1984 wurde Balistrieri in Milwaukee zu 13 Jahren Gefängnis und 30.000 Dollar Geldstrafe verurteilt; seine Söhne wurden wegen Erpressung eines Verkaufsautomaten-Händlers für schuldig befunden und erhielten jeweils eine Gefängnisstrafe von zwei Jahren.
Bundesstaatsanwälte beschuldigten Balistrieri des Weiteren auch direkt des illegalen Abschöpfens der Spielbanken für das Organisierte Verbrechen in Kansas City, Chicago, Milwaukee und Cleveland. 
Dieser bekannte sich am 31. Dezember 1985 – bei schlechter gesundheitlicher Verfassung – in zwei Fällen der Verschwörung und Erpressung für schuldig und konnte damit seine Söhne von einer weiteren Verurteilung bewahren.
Er erhielt eine weitere Strafe von 10 Jahren, die seiner alten 13-jährigen Strafe aufgeschlagen wurde.
Am 5. November 1991 wurde Balistrieri aufgrund seines schlechten Gesundheitszustandes vorzeitig aus dem Bundesgefängnis entlassen. 
Am 7. Februar 1993 starb Frank Peter Balistrieri eines natürlichen Todes und wurde auf dem Holy Cross-Friedhof & Mausoleum in Milwaukee beerdigt. 
Nach Frank Peters Tod übernahm sein Bruder Peter Frank Balistrieri alias „Pete Bal“ die Führung der Milwaukee-Familie.